# 큰질어귀샘
큰질어귀샘 또는 바르톨린샘(Bartholin's gland)은 성교 시 또는 성적으로 흥분 시에, 질구에 윤활을 위한 점액질을 분비하는 곳이다. 덴마크의 해부학자 카스파르 바르톨린(Caspar Bartholin)이 발견했으며, 그의 이름을 따서 바르톨린샘이라 부르게 되었다. 바르톨린샘에서 분비되는 액을 질액이라고 한다. 질액은 약산성의 투명한 액체로 생리적 또는 병리적 원인에 의해 분비되어 나오는 불투명한 분비물인 냉과는 다르다.

## 같이 보기
- 사람 세포 유형 목록
- 음부신경
- 스킨샘